# 奥様ここでもう一品

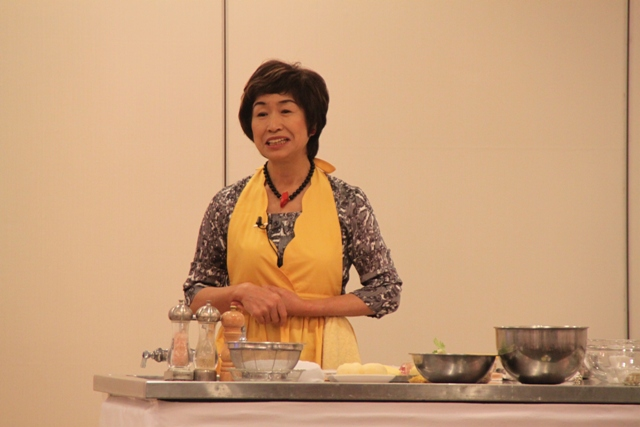
星澤幸子（2011年11月29日、「ポテト・アクションin北海道」にて）

奥様ここでもう一品（おくさまここでもういっぴん）は、読売中京FSホールディングスの連結子会社である札幌テレビ放送の夕方ワイド番組『どさんこワイド』枠内で放送されている、料理研究家・星澤幸子による料理コーナー。2022年4月4日からは、「どさんこ☆キッチン」（英：dosanko☆kitchen）に改題されている。

## 概要
北海道産の食材をメインとした、夕食にもう1品加えたくなる簡単な料理のレシピを星澤幸子らがスタジオで紹介する。
1991年の『どさんこワイド』スタート時から続いている長寿コーナーであり、2002年には「同じ人物が出演して最も長く続いている料理番組」としてギネス世界記録の認定を受けている。
原則生放送で行なうが、番組主催の旅行ツアーに同行するなどのスケジュールの関係で事前に収録したものを放送することがある。また『news every.』第2部の部分ネット時間拡大時など、報道特別番組が組まれた場合は休止となることがある。

## 出演者
- 講師
星澤幸子（料理研究家、2019年4月より月 - 木曜担当）
星澤雅也（星澤幸子二男、2019年4月より金曜担当[2]）
- 聞き手
木村洋二
明石英一郎
森中慎也
福永俊介
他STV男性アナウンサー
- レシピ紹介
急式裕美
熊谷明美
谷口祐子
村雨美紀
他STV女性アナウンサー

『どさんこワイド』本編に特別ゲストが出演した場合は、当コーナーにも出演することがある。

## 配信ネット
- STVどさんこ動画+
  - 放送終了後に見逃し配信。

どさんこクッキング 星澤幸子の奥さまここでもう一品→どさんこクッキング
厳選した3品を30分番組に編集しネットしている。
- TOKYO MX
毎週金曜12:00 - 12:30 放送内容は1年遅れ
  - 過去の放送時間
毎週水曜11:00 - 11:30(2012年9月まで)
金曜11:55-12:25(2012年10月から2013年3月まで)
月曜9:00 - 9:30(2013年4月から2014年3月まで)
木曜9:30 - 10:00(2014年4月から2016年3月まで）
毎週火曜9:30 - 10:00
毎週木曜9:00 - 9:30（2025年3月まで）
- スカパー!『食と旅のフーディーズTV』(2016年4月のサービス終了まで)
毎週水曜7:00 - 7:30、7:30 - 8:00
毎週土曜8:00 - 8:30、8:30 - 9:00

## 書籍
いずれもイエローページ刊。
- 星澤幸子"ここでもう1品"読本 美味しく、たべよ。(1995年4月)
  - 星澤幸子"ここでもう1品"読本 美味しく、たべよ。2（1996年）
- 星澤幸子のわくわくレシピ
  1. 手軽で簡単すぐおいしい編（1998年）
  2. あっという間の酒の肴編（1998年）
  3. 美味しい料理はヘルシー編（1999年11月 ISBN 978-4900835054）
- 星澤幸子の大地のレシピ 奥様ここでもう一品読本（2003年9月 ISBN 978-4900835207）
  - 星澤幸子のあさ!ひる!ばん!ごはん 奥様ここでもう一品読本 大地のレシピ2（イエローページ ISBN 978-4900835320）

## ゲームソフト
- ニンテンドーDS用
  - 星澤幸子のてまなし楽ラクごはん（コモリンク、2009年）

## 映像ソフト
- バリハウス札幌よりどさんこワイド120　奥様ここでもう一品のタイトルでVHS全2巻発売